# Martin XB-33 Super Marauder
Le Martin XB-33 est un projet de bombardier américain, dérivé du B-26 Marauder. Un modèle d'avion bimoteur est conçu, ainsi qu'une version quadrimoteur, commandée ensuite par l'USAAF. Toutefois, le programme est abandonné avant que l'avion ne soit construit.

## Historique
La première version du B-33, le XB-33, était un bombardier moyen à double dérive avec deux moteurs Wright R-3350 et une cabine d'équipage pressurisée. Sa conception commença en 1940. Il aurait emporté 4 000 livres (1 814 kg) de bombes. Rapidement après le début de la conception du XB-33 il apparut clairement que le bimoteur ne pourrait jamais atteindre les performances requises par l'armée. L'entreprise préféra alors concevoir un plus grand quadrimoteur dont deux prototypes furent commandés mais jamais construit.

## Versions
XB-33
Prototype de bombardier moyen propulsé par deux moteurs R-3350 de 1 800 ch (1 343 kW), deux annulés.
XB-33A
Prototype de bombardier moyen propulsé par quatre moteurs R-2600-15 de 1 800 ch (1 343 kW) , deux annulés.
B-33A Super Marauder
Version de production du XB-33A, 400 commandés mais plus tard annulés.